# Backlura
Backlura kan också avse bostadsområdet Nickstahöjden i Nynäshamn.

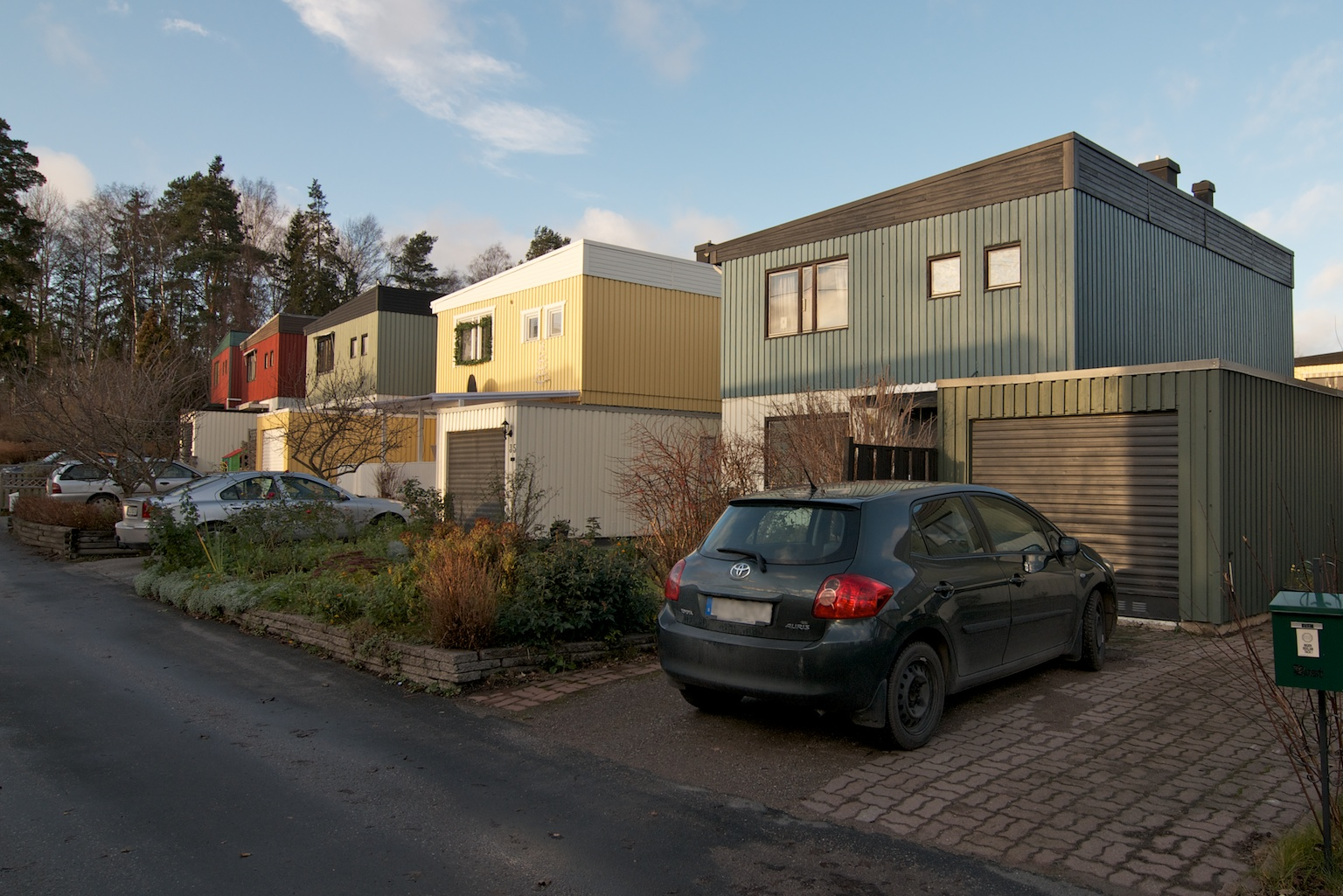
Radhus i Backlura

Backlura är den nordöstligaste delen av stadsdelen Hässelby villastad i Västerort inom  Stockholms kommun, nära gränsen mot Järfälla kommun. Det finns en grundskola: Backluraskolan, 1-6, söder därom i området Glädjen finns Trollbodaskolan, 1-9. Gatorna i Backlura går alla under namnet på blommor och växter. 